# Рацьонж
Ра́цьонж (пол. Raciąż; народна назва - Рецьонж пол. Reciąż) — місто в центральнійПольщі.
Належить до Плонського повіту Мазовецького воєводства.

## Історія
- Згаданий в документах, зокрема, за 1178, 1273 роки.
- 1256 року - перша згадка про замок в Рацьонжі.
- 1851 року згорів старий костел.
- 4 жовтня 1871 року було консекровано новий костел.

## Пам'ятки

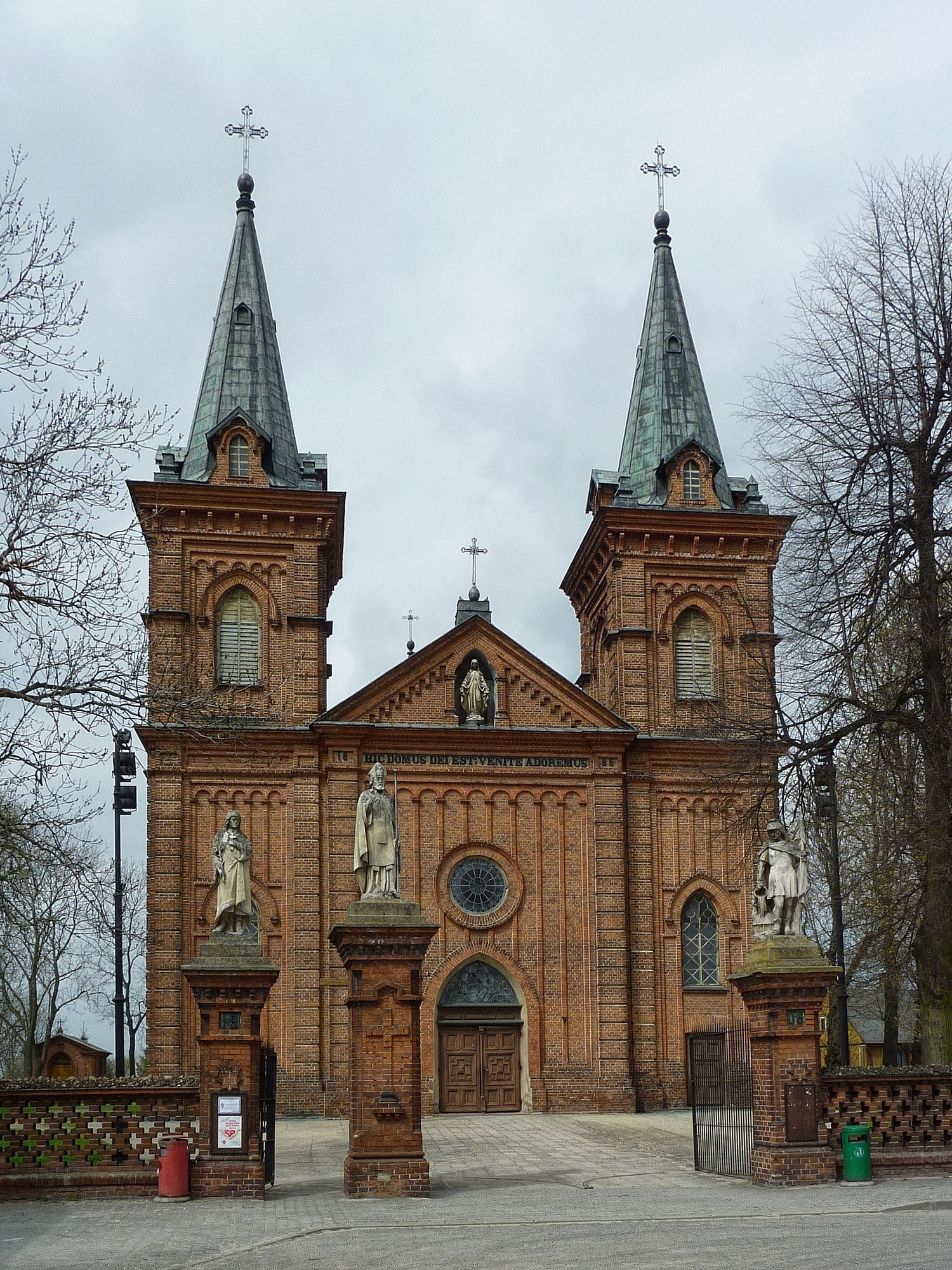
Костел Успіння Пречистої Діви Марії

- Костел Успіння Пречистої Діви Марії

## Демографія
Демографічна структура станом на 31 березня 2011 року:
|          | Загалом | Допрацездатний вік | Працездатний вік | Постпрацездатний вік |
| -------- | ------- | ------------------ | ---------------- | -------------------- |
| Чоловіки | 2225    | 461                | 1594             | 170                  |
| Жінки    | 2433    | 487                | 1471             | 475                  |
| Разом    | 4658    | 948                | 3065             | 645                  |

## Відомі люди

### Народились
- Марек Юзьвяк — польський футболіст, скаут

### Рацьонзькі каштеляни
- Кшиштоф Ніщицький

### Померли
- Мацей Пстроконьський — перемиський єпископ РКЦ; проживав у місті, сприяв реставрації місцевого костелу.